# Naza
Naza, pseudonimo di Jean-Désiré Soss Dzabatou (Amiens, 26 maggio 1993), è un rapper e cantante francese di origine congolese.

## Biografia
Jean-Désiré Soss Dzabatou è nato ad Amiens, da genitori di origini congolesi. Durante l'infanzia entra in contatto con la musica africana grazie ai suoi genitori, i quali gestiscono un bar dove si svolgono serate sul tema della ricchezza culturale e musicale africana. Trasferitosi a Creil, fa amicizia con Cédric Matéta Nkomi, noto con lo pseudonimo di KeBlack, con cui condivide la passione per la musica.

## Carriera
Nel 2015 viene notato dal rapper Youssoupha, entrando nella sua etichetta, la Bomayé Musik, insieme a KeBlack. Con essa i due pubblicano il singolo On est équipé, che li fa conoscere nell'ambiente hip hop francese. Nel 2016 esce il suo primo EP, Tout pour la Street, che presenta le collaborazioni di KeBlack, Youssoupha, Niska e DJ Mike One.
Il 29 settembre 2017 pubblica il primo album in studio, intitolato Incroyable, anticipato da singoli come MMM e Sac à dos. Il 4 maggio 2018 è la volta del secondo album, C'est la loi, che gli permette di suonare in concerto all'Olympia di Parigi. Il 22 marzo 2019 pubblica un album gratuito, dal titolo Bénef.
Il suo quarto album, Gros bébé, viene reso disponibile il 13 novembre 2020. L'album, che comprende 16 tracce e vede la partecipazione dei rapper Niska, Heuss l'Enfoiré, SCH, RK e KeBlack, viene ripubblicato a dicembre in una versione natalizia contenente tre brani inediti. Nel 2022 esce il mixtape B.I.G Daddy (Vol. 1), con ospiti come Soolking, Fally Ipupa, Koba LaD, Hornet La Frappe e Da Uzi.
Il 21 giugno 2024 pubblica Nazaland, il suo quinto album, composto da 14 brani e arricchito dalle collaborazioni di Tiakola, Tayc, Maes, Ninho, KeBlack e Jul.

## Discografia

### Album in studio
- 2017 – Incroyable
- 2018 – C'est la loi
- 2019 – Bénef
- 2020 – Gros bébé
- 2024 – Nazaland
- 2025 – Dégât

### Mixtape
- 2016 – Tout pour la Street
- 2022 – B.I.G Daddy (Vol. 1)